# Oskar Rohde
Heinrich Oskar Florentin Rohde (* 1863 in Dresden; † Juli 1929 ebenda) war ein sächsischer Generalleutnant.

## Leben
Rohde trat 1882 in die sächsische Armee ein und avancierte noch im selben Jahre zum Fähnrich, so wie am 29. September 1883 zum Leutnant im Kgl. Sächs. 6. Infanterie-Regiment Nr. 105 „König Wilhelm II. von Württemberg“. Er diente später als Adjutant im Regiment. Rohde wurde am 20. März 1890 zum Oberleutnant befördert. Er wurde am 24. Mai 1894 zum Hauptmann befördert und diente als Platzmajor in Dresden. Er wurde 1903 in das sächsische Kriegsministerium versetzt und diente in der II. Armee-Verwaltungs-Abteilung unter Generalmajor Paul Bartcky. Er wurde in dieser Eigenschaft am 22. April 1905 zum Major befördert. 1908 wurde Rohde als Bataillonskommandeur des I. Bataillons in das 7. Infanterie-Regiment „König Georg“ Nr. 106 versetzt, wobei er nach Beförderung zum Oberstleutnant am 23. September 1911 zum Stabe des Kgl. Sächs. 8. Infanterie-Regiment „Prinz Johann Georg“ Nr. 107 abkommandiert wurde. Schon 1912 kehrte er als Abteilungschef der II. Armee-Verwaltungs-Abteilung in das Kriegsministerium zurück. 
Über den ganzen Ersten Weltkrieg blieb Rohde als Abteilungschef im Kriegsministerium, wo auch seine Beförderungen zum Oberst und 1916 zum Generalmajor erfolgten. 1918 wurde er stellvertretender Kriegsminister. Er wurde im Mai 1919 mit dem Charakter eines Generalleutnants zur Disposition gestellt. Im Ruhestand betätigte er sich trotz zunehmender körperlicher Leiden bei der Kriegsgräberfürsorge und beim Vorstand der Diakonissen-Anstalt, bei dem Rohde die Zweiganstalten in Niederlößnitz führte.
Rohde heiratete Margarethe Strube und bekam mindestens zwei Söhne, den 1916 bei Hermannstadt gefallenen Vizewachtmeister d. R. Arnd Rohde (* 24. Dezember 1893) und den 1918 bei Menen gefallenen Leutnant Hans Rohde (* 11. Mai 1895), mit ihr.